# Saison 1934-1935 du Racing Club de Strasbourg
Chronologie
Saison précédente Saison suivante
La saison 1934-1935 du Racing Club de Strasbourg, ou RC Strasbourg, est la première saison que le club strasbourgeois dispute en première division.
Le RCS participe donc à la troisième édition du Championnat de France de football, ainsi qu'à la 18e édition de la Coupe de France.
Cette première saison est pourtant l'une des plus réussies du club, puisque ce dernier termine deuxième du championnat, derrière le FC Sochaux-Montbéliard.

## Championnat de France de football de Division 1

### Classement final
| Rang | Équipe                    | Pts | J  | G  | N  | P  | Bp | Bc | GA    |
| ---- | ------------------------- | --- | -- | -- | -- | -- | -- | -- | ----- |
| 1    | FC Sochaux                | 48  | 30 | 22 | 4  | 4  | 94 | 36 | 2,611 |
| 2    | RC Strasbourg P           | 47  | 30 | 21 | 5  | 4  | 73 | 33 | 2,212 |
| 3    | RC Paris                  | 37  | 30 | 16 | 5  | 9  | 77 | 57 | 1,351 |
| 4    | FC Sète T                 | 36  | 30 | 13 | 10 | 7  | 52 | 45 | 1,156 |
| 5    | AS Cannes                 | 33  | 30 | 14 | 5  | 11 | 62 | 48 | 1,292 |
| 6    | FC Mulhouse P             | 33  | 30 | 14 | 5  | 11 | 66 | 67 | 0,985 |
| 7    | Olympique lillois         | 31  | 30 | 14 | 3  | 13 | 56 | 46 | 1,217 |
| 8    | Excelsior AC Roubaix      | 31  | 30 | 13 | 5  | 12 | 51 | 48 | 1,063 |
| 9    | Olympique de Marseille CF | 31  | 30 | 13 | 5  | 12 | 76 | 72 | 1,056 |
| 10   | Stade rennais UC          | 27  | 30 | 11 | 5  | 14 | 57 | 49 | 1,163 |
| 11   | SC Fives V                | 25  | 30 | 12 | 1  | 17 | 45 | 61 | 0,738 |
| 12   | Red Star Olympique P      | 23  | 30 | 8  | 7  | 15 | 58 | 72 | 0,806 |
| 13   | Olympique d'Alès P        | 23  | 30 | 10 | 3  | 17 | 52 | 73 | 0,712 |
| 14   | FC Antibes                | 23  | 30 | 8  | 7  | 15 | 49 | 80 | 0,613 |
| 15   | SO Montpellier            | 17  | 30 | 7  | 3  | 20 | 37 | 86 | 0,43  |
| 16   | SC Nîmes                  | 15  | 30 | 5  | 5  | 20 | 35 | 67 | 0,522 |

Résultat
- Champion de France 1934-1935
- Vice-champion de France 1934-1935

Relégation
- 15e et 16e : relégation en Division 2

Abréviations
T : Tenant du titre

V : Vice-champion en titre

CF : Vainqueur de la Coupe de France 1934-35

P : Promus de Division 2
En cas d'égalité entre deux clubs, le premier critère de départage est la moyenne de buts.

## Coupe de France de football
Au stade des trente-deuxièmes de finale, le club affronte l'AS Lorraine. Ce match, disputé le 9 décembre 1934 à Nancy est gagné 2-0 par les strasbourgeois. Néanmoins, dès les seizièmes de finale, Strasbourg tombe face à l'US Valenciennes-Anzin. Les deux formations se rencontrent le 6 janvier 1935 à Metz, et ce sont les Valenciennois qui s'imposent, par un but à zéro.